# Utricularia quinquedentata
Utricularia quinquedentata är en tätörtsväxtart som beskrevs av F. Mueller och Peter Geoffrey Taylor. Utricularia quinquedentata ingår i släktet bläddror, och familjen tätörtsväxter. Inga underarter finns listade i Catalogue of Life.